# کفالت سیاسی
کفالت سیاسی (به آلمانی: Politische Patenschaften) نوعی حمایت سیاسی از کنشگران سیاسی و مدنی، هنرمندان، مدافعان حقوق بشر و معترضان سیاسی است که شامل تعهد حقوقی نمی‌شود. کفیل سیاسی مانند یک وکیل حقوقی در دادگاه قدرت اجرایی ندارد اما می‌تواند به پشتوانه مقام و موقعیت سیاسی خود دربارهٔ او اطلاع‌رسانی کند و در مجامع بین‌المللی حقوق انسانی او را پیگیری کند.
ترجمه عینی عبارت آلمانی Politische Patenschaften به زبان فرانسه Le parrainage politique نیز به معنای حمایت اخلاقی از کسی است و شامل تعهد حقوقی نمی‌شود.

## پیشینه
کفالت سیاسی در سال ۲۰۰۳ با پیشنهاد دولت آلمان و به عنوان قانون در کمیسیون حقوق بشر پارلمان این کشور تصویب شد. بر اساس این قانون نمایندگان پارلمان آلمان توانستند از نمایندگان پارلمان دیگر کشورهای جهان که تحت فشار یا تعقیب هستند، حمایت سیاسی کنند. کمی بعد این قانون به حمایت از فعالان سیاسی، فعالان مدنی، هنرمندان، مدافعان حقوق بشر و معترضان سیاسی گسترش یافت.

## ایران
در ژانویه ۲۰۲۱ تری راینتکه نماینده پارلمان اروپا و ایمکه بیل نماینده پارلمان ایالت نیدرزاکسن آلمان کفالت سیاسی سعید تمجیدی را برعهده گرفتند. او از بازداشت‌شدگان محکوم به اعدام آبان ۹۸ بود و در مارس ۲۰۲۲ به قید وثیقه به‌طور موقت آزاد شد.

### خیزش ۱۴۰۱ ایران
در خیزش ۱۴۰۱ ایران، ابتدا سه تن از نمایندگان پارلمان آلمان کفالت سیاسی توماج صالحی، سامان یاسین و محمد بروغنی را که به اتهام محاربه محکوم به اعدام شدند را بر عهده گرفتند.
تزا گانزرر نماینده پارلمان آلمان با اعلام به عهده گرفتن کفالت سیاسی رها آجودانی، زن ترنس و فعال حقوق بشر ایرانی  که طی دو بار توسط نهاد های امنیتی در ایران بازداشت شده بود بر انجام نهایت تلاش برای حمایت از او تاکید و گفت: اقدامات مقام‌های ایران علیه رها آجودانی باید متوقف شود.در اولین گام به وزارت امور خارجه، سفارت ایران در برلین، نماینده ویژه اتحادیه اروپا در امور حقوق بشر، کمیسر حقوق بشر شورای اروپا، سازمان ملل متحد و مقام عالی قضایی ایران در مورد حمایت خود از رها اطلاع دادم و از مقامات ایرانی برای اطلاعات در مورد اتهامات و محل اختفای رها آجودانی درخواست کردم. من تمام تلاش خود را برای کمک به رها در حمایت سیاسی خود ادامه خواهم داد.https://www.iranintl.com/202301138140
مارتین دیدنهوفن، نماینده پارلمان آلمان، در بیانیه اعلام کرد که نگران وضعیت محمد بروغنی و همه زندانیان سیاسی است که «به ناحق بازداشت و شکنجه شده و در معرض خطر اعدام هستند».
کارلوس کاسپر، نماینده و عضو حزب سوسیال دموکرات، نیز با پذیرش کفالت سیاسی سامان صیدی گفته است که سامان با محسن شکاری و یک بازداشتی دیگر در سلول انفرادی به سر می‌برده و اعدام شکاری، خطر در مورد سامان را تشدید کرده است. یه-وُن ری، کی از اعضای حزب اس‌پی‌دی از شهر آخن در پارلمان آلمان، کفالت سیاسی توماج صالحی را بر عهده گرفت.امید نوری‌پور رئیسِ حزب سبزهای آلمان و نماینده پارلمان این کشور(بوندِستاگ) نیز با انتشار ویدیویی اعلام کرد که کفالت سیاسی توماج صالحی را بر عهده گرفته است.
یته گوتلاند، نماینده مجلس سوئد، کفالت سیاسی میلاد آرمون را به عهده گرفت. کاتیا لیکرت، نماینده مجلس آلمان و محمود فرهمند، نماینده مجلس نروژ کفالت سیاسی سونیا شریفی را بر عهده گرفتند. هلگه لیمبورگ، نماینده بوندستاگ اعلام کرد که کفالت سیاسی محمدمهدی کرمی را بر عهده گرفته است. همچنین اردلان شکرآبی، نماینده مجلس سوئد، با انتشار توییتی کفالت سیاسی محمدمهدی کرمی را برعهده گرفت. تئو فرانکن، نماینده پارلمان بلژیک، الیزابت وینکل‌مایر بکر، رئیس کمیسیون حقوقی پارلمان آلمان و سول زانتی، نماینده پارلمان کبک، کفالت سیاسی اشراق نجف‌آبادی را بر عهده گرفتند.
ژولین برژتون، سناتور مجلس سنای فرانسه، کفالت سیاسی مهدی بهمن، از بازداشت‌شدگان خیزش سراسری را بر عهده گرفت.
نه تن از نمایندگان پارلمان کانادا، به نام‌های ران مک‌کینن، جان الداگ، تری بیچ، هدی فرای، کن هاردی، طالب نورمحمد، رندیپ سارای، پاتریک ویلر و جاناتان ویلکینسون روز شنبه ۱۰ دی ۱۴۰۱ با انتشار بیانیه‌ای مشترک اعلام کردند که کفالت سیاسی ۱۹ زندانی ایرانی به نام‌های فرهاد میثمی، محمد قبادلو، ایمان نوابی، فهیمه کریمی، زهرا حسنی، سهند نورمحمدزاده، بهنام اوحدی، علی رخشانی، رضا آریا، توحید درویشی، همایون افتخاریان، امیر نصر آزادانی، علیرضا ارادتی، حسین محمدی، مهدی معمار راست، محسن رضازاده قراقلو، محمد رخشانی، حمید قره حسنلو و همسرش فرزانه قره حسنلو، را پذیرفته‌اند.
در اقدامی تاریخی همه ۱۸۳ نماینده پارلمان اتریش روز سه‌شنبه اعلام کردند کفالت سیاسی ۱۸۳ تن از زندانیان سیاسی در ایران را برعهده می‌گیرند.
ریکاردا لانگ، رهبر حزب سبزهای آلمان، کفالت سیاسی مسعود کردپور، سردبیر آژانس خبری موکریان را که زندانی است، را به عهده گرفت
کیت وولاهان و آرون ویولی، دو عضو مجلس نمایندگان استرالیا در نامه‌ای به محمد پورنجف، کاردار سفارت جمهوری اسلامی در استرالیا، کفالت سیاسی ۱۵ نفر از معترضان زندانی در ایران را بر عهده گرفتند.
مونیک رایان، عضو مستقل مجلس نمایندگان استرالیا، کفالت سیاسی مهسا محمدی، دانشجوی میکروبیولوژی که در حال حاضر در زندان اصفهان نگهداری می‌شود و همچنین محمد بروغنی، جوان ۱۹ ساله که در خطر اعدام قریب‌الوقوع است را به عهده گرفت.